# 黄色

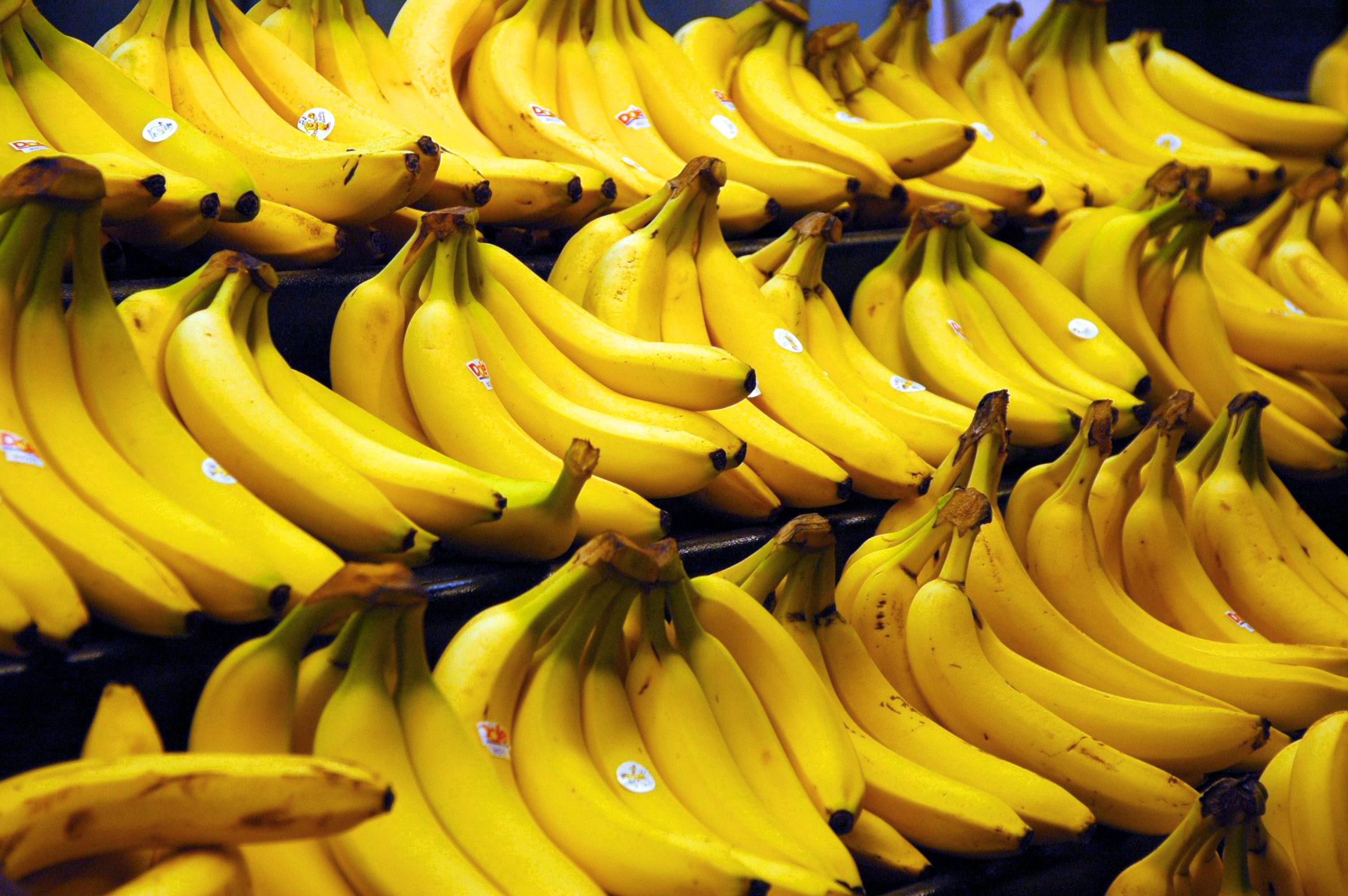
一整串香蕉

黃色是由波長介於565至590奈米的光線所形成的顔色，用色彩的三原色紅、綠色光混合可產生黃光。亦為顏料的三原色之一。黃的互補色是藍。但傳統上畫家以紫色作為黃的互補色。

## 用途和象徵意義

### 東方
- 中國朝代从宋朝以后，明黃色是皇帝专用颜色。
- 黄色是類似貴重金屬黄金的颜色，因此有财富的含义。[a]
- 在中国的五行学说中，黄色是土的象征，代表着中央的位置。
- 中国传统葬礼使用白色為主色調，搭配其它顏色，如黄色等。
- 在京剧脸谱代表凶猛、残暴的角色，如典韦。
- 在泰国，黄色是星期一的幸运色。
- 在台灣，黃色在棒球圈是中華職棒大聯盟中信兄弟的顏色、計程車也是用黃色作為統一塗裝，暱稱「小黃」[b]。

### 西方
- 英語中黃色和妒忌、懦怯、敗壞有關聯。美俚稱呼膽小鬼做yellow belly；恣意煽情的傳媒為yellow journalism。
- 在美国，通过发表未经仔细查证内容并以引人注目为题的报道被称为黄色新闻。
- 由西方傳入華人地區，使用「黃色用語」來代表色情，如黃色雜誌、黃色笑話[來源請求]，但實際上為“黄孩子”新聞傳入中國，然後民國廣泛學者以偏概全誤以為西方認為黃色等於低俗下流，在當時中國西化改革的情況下，中國的黃色於是逐漸變成低俗下流的意思。
- 黄色还有注意、提醒等醒目的作用，比如红绿燈在綠燈結束、轉變為紅燈前亮出黃燈来提醒行人和车辆注意，英國也規定所有鐵路車輛頭端若干面積需塗上黃色以收警示路人之效，加拿大和美國的學童校車則規定使用黃色塗裝。一些工程用車輛及機械也以黃色塗裝，例如日本新幹線的電氣、軌道綜合檢測列車暱稱為「黃博士」。
- 在美國若有人從危險的地方平安返鄉，會用黄絲帶來裝飾那個人的家。
- 黃頁起源於英國的Yellow Pages，指電話簿，載有商業機構的電話，分門別類。

## 政治
- 在加拿大，黃色代表了民族联盟党的顏色，其含义为黄皮肤黑头发，象征着海外的华人。
  - 謝霆鋒歌曲「黃」，填詞人周耀輝用借代的修辭手法，用「黃皮」借代中國人。
- 國際政治團體中，黃色代表自由主義者。
- 在香港，黃色是支持九二八佔中和反修例運動，亦是泛民主派（反對香港特區政府和警察、香港親共主義反對者）的代表顏色，對應是藍色。
- 在前苏联时期，黄色象征着至高无上的标志颜色。例子：铁锤镰刀，现今普遍使用于共产主义政党的标志颜色。

铁锤镰刀，广泛用于各国共产主义政党的标志。

## 科技
- 黃色在电阻色碼中代表4（數字、乘冪），但不使用於誤差。
- 黃色外皮的通信用光纖為單模光纖，以與橙色外皮的多模光纖區分。

#### 颜色代码
- 網絡編碼 = #FFFF00
- RGB紅綠藍光系統 = （紅255， 綠255， 藍0）
- CMYK四色印刷系統 = （青0， 品紅0， 黃100， 黑0）
- HSV系統 = （原色60， 飽和度100， 亮度100）